# Mateo Carreras
Pour les articles homonymes, voir Carreras.
Pas d'image ? Cliquez ici

a Compétitions nationales et continentales officielles uniquement.

b Matchs officiels uniquement.
Dernière mise à jour le 4 mai 2024.
Mateo Carreras, né le 17 décembre 1999 à San Miguel de Tucumán (Argentine), est un joueur de rugby à XV et rugby à sept international argentin évoluant aux postes d'ailier ou d'arrière. Il joue avec l'Aviron bayonnais en Top 14 depuis 2024.

## Biographie
Mateo Carreras n'est pas de la même famille que Santiago Carreras, mais seulement son homonyme.

## Carrière

### En club
Mateo Carreras commence à jouer au rugby dans sa ville natale de San Miguel de Tucumán avec le club de Los Tarcos à l'âge de quatre ans. Avec son club, il remporte plusieurs titres nationaux en catégorie jeune, puis est champion d'Argentine avec la sélection des moins de 18 ans de la province de Tucumán,.
En 2018, il commence sa carrière à l'âge de 18 ans avec l'équipe senior de son club formateur, disputant dans un premier temps le Torneo del Noroeste, puis le Nacional de Clubes,.
Après deux saisons avec Los Tarcos, il signe un contrat de quatre saisons avec la franchise des Jaguares. Il est retenu dans l'effectif de la franchise des Jaguares en juin 2019 pour disputer la Currie Cup First Division avec les Jaguares XV (réserve des Jaguares), et remporte la compétition,. Carreras dispute quatre rencontres lors de la compétition.
Dans la foulée de la Currie Cup, il fait partie de l'effectif des Jaguares pour disputer la saison 2020 de Super Rugby,. Il s'entraîne également avec l'équipe des Ceibos, en Súperliga Americana de Rugby, mais une blessure subie lors d'un match de préparation l'écarte des terrains pour le restant des saisons des deux équipes,.
En décembre 2020, il rejoint en cours de saison le club anglais des Newcastle Falcons, évoluant en Premiership,. À la fin de la saison, il prolonge son contrat pour une saison supplémentaire. En 2022, il prolonge à nouveau son contrat avec Newcastle, cette fois pour une durée de deux saisons.
En novembre 2023, l'Aviron bayonnais annonce avoir recruté Carreras pour les saisons 2024-2025 et 2025-2026. Il rejoint finalement le club bayonnais dès le mois de février 2024, en tant que joker médical de Luke Morahan.

### En équipe nationale
Mateo Carreras représente l'équipe d'Argentine des moins de 20 ans en 2018 et 2019, dispute le championnat du monde junior à deux reprises,.
Entre les deux mondiaux junior, il dispute la Coupe du monde de rugby à sept 2018 avec l'équipe d'Argentine de rugby à sept,. Avec cette sélection, il dispute ensuite quatre étapes des World Rugby Sevens Series 2018-2019.
En août 2020, il participe à un camp d'entraînement avec l'équipe d'Argentine, qui prépare alors le Rugby Championship 2020,. Non-retenu dans le groupe définitif pour participer au tournoi, il dispute à la place le Sudamericano Cuatro Naciones avec Argentine XV (équipe nationale réserve),. Son équipe remporte la compétition.
En décembre 2020, il fait son retour avec la sélection nationale à sept, et participe au championnat d'Amérique du Sud. Son équipe remporte le tournoi, et Carreras obtient le titre de meilleur joueur de la compétition.
En 2021, il est à nouveau sélectionné avec le Pumas pour préparer le Rugby Championship 2021. Il obtient sa première cape internationale le 25 septembre 2021 à l'occasion d'un match contre l'équipe d'Australie à Townsville.
En 2023, il est retenu pour participer au Rugby Championship et pour préparer la Coupe du monde. Le 8 août 2023, il est annoncé au sein du groupe final de 33 joueurs retenu pour disputer le mondial en France. Il joue six matchs lors de la compétition, et inscrit trois essais, tous lors du match face au Japon.

## Palmarès

### En club
- Vainqueur de la Currie Cup First Division en 2019 les Jaguares XV.

### En équipe nationale
- Vainqueur du Sudamericano Cuatro Naciones en 2020 avec Argentine XV.
- Vainqueur du Championnat d'Amérique du Sud de rugby à sept 2020 avec l'équipe d'Argentine de rugby à sept.

### Distinctions personnelles
- Membre de l'équipe type du Championnat d'Angleterre en 2023

## Statistiques
Au 4 mai 2024, Mateo Carreras compte 17 cape en équipe d'Argentine, dont quinze en tant que titulaire, depuis le 25 septembre 2021 contre l'équipe d'Australie à Townsville.
Il participe à deux éditions du Rugby Championship, en 2021 et 2023. Il dispute cinq rencontres dans cette compétition.